# Балон
Балон (на френски: ballon) е надуваем разтеглив предмет, най-често с кръгла форма, изработен от латекс, каучук, полипропилен, найлон и напълнен с газ – водород, хелий или просто въздух. Някои балони са с чисто декоративни цели, докато други се използват със специфични цели, например метеорологичен балон, въздушен балон и други. Балоните се използват на сватби, рождени дни и други празненства.
През 1643 Еванджелиста Торичели, италиански физик, показва че въздухът не е „нищо“. Първият балон е направен от португалски свещеник и е показан на общността на 8 август 1709 в Лисабон. Гуменият балон е изобретен от Майкъл Фарадей, друг физик, през 1824 година. Напълнен е с водород и използван за експерименти. Латексовите балони се използват за първи път в Лондон през 1847.